# IC 1680
IC 1680 ist eine linsenförmige Galaxie vom Hubble-Typ S0/a im Sternbild Fische auf der Ekliptik. Sie ist schätzungsweise 205 Millionen Lichtjahre von der Milchstraße entfernt und hat einen Durchmesser von etwa 40.000 Lichtjahren.  

Im selben Himmelsareal befinden sich u. a. die Galaxien NGC 483, IC 1677, IC 1679, IC 1682.
Das Objekt wurde am 29. November 1899 vom französischen Astronomen Stéphane Javelle entdeckt.